# Mariana Ferrão
Mariana Ferrão (São Paulo, 24 de agosto de 1978) é uma jornalista brasileira em atuação como repórter e apresentadora de televisão.

## Biografia
De ascendência patrilinear mexicana, graduada em Jornalismo pela Pontifícia Universidade Católica de São Paulo, começou fazendo estágio nos bastidores das emissoras de TV da faculdade, da Rede Globo e da Rádio Bandeirantes. Sua estreia na televisão aconteceu no início da década de 2000, dando dicas culturais na Rede 21.
Em março de 2004, passou a apresentar a previsão do tempo do Jornal da Band, o principal telejornal da emissora. Convidada por Carlos Nascimento, então apresentador do noticiário, viajou aos Estados Unidos para aprender uma maneira mais moderna de apresentação do tempo, que trouxe para o Brasil e a consagrou. Ela ganhou a  II Edição do Troféu Mulher Imprensa, na categoria Repórter do Tempo. 
Ao atrair a atenção da emissora, foi convidada em 2006 para participar da bancada como apresentadora da versão atual, ao lado de Ricardo Boechat e Joelmir Beting. Além disso, cobriu a Copa do Mundo de 2006 direto da Alemanha e os Jogos Pan-americanos de 2007 no Rio de Janeiro.
Em 2008, foi contratada pela Rede Globo, em São Paulo, onde trabalhou e foi repórter.
Em 2010, foi apresentadora do programa Globo Mar ao lado de Ernesto Paglia.
Foi apresentadora do programa Bem Estar, ao lado do repórter  Fernando Rocha.
Foi casada com o jornalista André Luis Costa, diretor nacional de jornalismo da TV Bandeirantes.
Em 11 de abril de 2013, Mariana anunciou, dentro do Bem Estar sua gravidez. Em 19 de Setembro de 2013, nasceu o primeiro filho do casal, Miguel Ferrão Costa. Em 25 de Fevereiro de 2016, nasceu o 2° filho do casal João Ferrão Costa.
Em 2018, participou da Dança dos Famosos, no Domingão do Faustão. Destacou-se em todas as suas apresentações, e por conta de uma lesão do quadril, acabou se afastando. Na repescagem, com o ritmo do Zouk, retornou à competição com maioria absoluta dos votos. Acabou sendo eliminada precocemente duas rodadas depois, no Paso Doble, terminando a competição em 6º lugar.
Mariana Ferrão apresentou o Bem Estar até o dia 18 de março de 2019.
Em 2023, Mariana Ferrão casou novamente, com o professor de yoga, Thiago Nunes.

## Filmografia

### Televisão
| Ano     | Titulo            | Notas             | Notas        | Emissora |
| ------- | ----------------- | ----------------- | ------------ | -------- |
| 2002–04 | Giro 21           | Repórter          |              | Rede 21  |
| 2004–05 | Jornal da Band    | Previsão do tempo |              | Band     |
| 2006–08 | Jornal da Band    | Apresentadora     |              | Band     |
| 2008–10 | Jornal Nacional   | Repórter          |              | TV Globo |
| 2010    | Globo Mar         | Apresentadora     |              | TV Globo |
| 2011–19 | Bem Estar         | Apresentadora     |              | TV Globo |
| 2018    | Dança dos Famosos | Participante      | Temporada 15 | TV Globo |

### Internet
| Ano           | Título         | Cargo         | Plataforma |
| ------------- | -------------- | ------------- | ---------- |
| 2019–presente | Mariana Ferrão | Apresentadora | YouTube    |